# Zénó
A Zénó a görög Zénón név latin változatából származik, a Zenóbiosz,  Zenodótosz nevek rövidülése, a jelentése: Zeusztól származó. Női párjai a Zena, Zenóbia, Zenina.

## Gyakorisága
Az 1990-es években szórványos név, a 2000-es években nem szerepel a 100 leggyakoribb férfinév között.

## Névnapok
- április 12.[2]
- október 29.[2]
- december 22.[2]

## Híres Zénók
- Kárász Zénó színművész
- Terplán Zénó gépészmérnök, egyetemi tanár, az MTA rendes tagja